# Gonfalon Kościoła

Gonfalon Kościoła od czasów Bonifacego VIII

Gonfalon Kościoła lub Sztandar Świętego Kościoła Rzymskiego − nieużywany symbol władzy duchowej Kościoła katolickiego nad światem, sztandar wojenny (zob. gonfalon).
Towarzyszył papieżowi podczas podróży i w czasie większych uroczystości kościelnych i państwowych, takich jak procesja Bożego Ciała, obejmowanie władzy czy podczas orszaków paradnych. Wojsko rozwijało go w czasie potyczek wojennych.

## Opis

Pierwotny Gonfalon Kościoła

Gonfalon za czasów Innocentego III

U początków istnienia tradycji noszenia gonfalonu składał się on z czerwonego prostokątnego sukna, ozdobionego wyobrażeniem św. Piotra Apostoła, czasem też św. Pawła Apostoła. Papież Innocenty III nakazał zastąpienie postaci apostołów emblematem skrzyżowanych kluczy św. Piotra, ponad którymi umieszczono biały krzyż łaciński. Gonfalon Kościoła przyjął swoją ostateczną formę za pontyfikatu Bonifacego VIII: prostokątny kawałek karmazynowego sukna, na całej powierzchni ozdobiony symetrycznie od siebie odległymi haftowanymi złotem sześcioramiennymi gwiazdami. Na środku umieszczony został symbol skrzyżowanych kluczy z umbraculum. Sukno kończą symetryczne rogi, u końca których doczepiono po złotym frędzlu. Gonfalon zwisał na długim pozłacanym drzewcu, z wycięciami w miejscu przyczepienia sukna. Na czubie drzewca zatwierdzone było niewielkie ostrze, u którego zwisały sznurki ze złotymi frędzlami.

## Historia
Sztandar Świętego Piotra był w użyciu za pontyfikatu Aleksandra II, w tragicznym okresie walki o inwestyturę. Podczas gdy król niemiecki nie uznawał władzy papieskiej, papież, by wzmocnić swój wizerunek, używał aktów symbolicznych, takich jak pozwolenie na użycie Sztandaru Świętego Piotra tym władcom, którzy uznawali swoją zależność od Rzymu w zamian za błogosławieństwo: Wilhelm Zdobywca, Sancho Ramírez czy królowie normańscy walczący o Sycylię. Gonfalon czy bandera używane były podczas ceremonii inwestytury, gdzie papież udzielał władzy jurysdykcyjnej, stając się formalnie panem państw europejskich. Słowo "bandera" pochodzi od słowa ban, oznaczającego władzę jurysdykcyjną w świecie germańskim. Sztandar Świętego Kościoła Rzymskiego używany był zarówno podczas krucjat jak i podczas bitwy pod Lepanto w 1571.

## Gonfaloniere papieski
Gonfaloniere był urzędem politycznym i wojskowym Stolicy Apostolskiej (łac. Vexillifer Ecclesiæ), powierzanym znaczącym osobistościom. Urząd ten wywodził się ze środowiska militarnego, stopniowo stając się raczej tytułem ceremonialnym i o znaczeniu politycznym. Stał się w końcu najwyższym tytułem świeckim, jaki nadawali papieże. Bonifacy VIII nadał go Jakubowi II Sprawiedliwemu, papież Innocenty VII królowi Neapolu Władysławowi I. Wraz z nominacją gonfaloniere otrzymywał dwie bandery, jedną z symbolem kościelnym (vexillum cum armis Ecclesiae) i drugą z własnym herbem aktualnego papieża (cum armis suis). Gonfaloniere miał prawo dodać do własnego herbu szlacheckiego symbol kluczy i umbraculum, generalnie tylko podczas sprawowania urzędu, czasem zaś otrzymywał takie prawo na stałe.
Niektórzy znani gonfalonierzy papiescy:
- Muzio Attendolo Sforza, pan Mediolanu, uhonorowany przez Marcina V
- Ludwik XI, Delfin Francji, przez Eugeniusza IV
- Francesco I Sforza, książę Mediolanu, przez Eugeniusza IV
- Alfons V Aragoński, przez Eugeniusza IV
- Federico da Montefeltro, przez Piusa II i ponownie przez Pawła II i Sykstusa IV
- Guidobaldo I da Montefeltro, przez Juliusza II
- Francesco Maria I Della Rovere, przez Juliusza II
- Gianfrancesco I Gonzaga, przez Juliusza II
- Edward Farnese, przez Grzegorza XV
- Torquato Conti, przez Urbana VIII

Od czasów Piusa IX tytuł ten Vexillifer przysługuje jednemu z posługujących w domu papieskim.